# Two More Bottles of Wine
«Two More Bottles of Wine» — песня, сочинённая американским певцом и музыкантом Делбертом Макклинтоном. Произведение основано на событиях из жизни его создателя и повествует о том, как он в начале 1970-х годов отправился со своей девушкой Мэгги из Техаса в Калифорнию, чтобы добиться успеха на музыкальной сцене Лос-Анджелеса, и случившемся по итогам этого путешествия разрыве их отношений. Изначально композиция была выпущена в 1975 году в исполнении автора, но широко известной стала тремя годами позднее в прочтении Эммилу Харрис.
Номер появился в очередном альбоме певицы, Quarter Moon in a Ten Cent Town (1978), а затем в качестве сингла возглавил американский чарт Hot Country Songs и канадский Country Playlist, попутно обеспечив Макклинтону, как сочинителю одной из самых ротируемых кантри-песен года, награду BMI Counry Awards. Впоследствии композиция получила ряд других интерпретаций — как сольных (новые версии от автора и Харрис, записи Альберта Ли, Мартины Макбрайд и Терри Кларк), так и совместных (Харрис и Марго Прайс, Шерил Кроу и Винс Гилл, Крис Крёзе и Блейк Шелтон).

## Предыстория
Песня «Two More Bottles of Wine» была написана техасским певцом и музыкантом Делбертом Макклинтоном по мотивам эпизода из его собственной жизни. Хотя в качестве сольного исполнителя артист в основном стал известен слушателю радиоформата Топ-40 только в 1981 году, благодаря своему хиту «Giving It Up For Your Love», в действительности к тому моменту он уже 20 лет стабильно работал на музыкальном поприще. Так, ещё 1962-м Макклинтон отличился записью партии гармоники для чарттоппера Брюса Шаннеля «Hey! Baby», а на одном из ранних концертов The Beatles за кулисами научил Джона Леннона нескольким ликам на том же инструменте (их Леннон затем использовал в битловском треке «Love Me Do»). Добившись к 1970 году известности в клубах Форт-Уэрта, Макклинтон решил переехать в Лос-Анджелес, где тогда открывались хорошие перспективы для оригинальных и талантливых музыкантов и расцветало мощное экспериментальное кантри-фолк-роковое движение во главе с такими исполнителями как Грэм Парсонс, The Byrds, Nitty Gritty Dirt Band и Pure Prairie League. Ранее на Западное побережье уже перебрались друзья и коллеги Макклинтона по техасской сцене, Глен и Рэй Кларк, и зимой 1970-го он, следуя их примеру, отправился со своей девушкой Мэгги в том же направлении. «Мне было 30 лет, и я хотел покончить с прежней жизнью, главным образом вырваться из Форт-Уэрта. Глен и Рэй в письмах рассказывали как здорово в Лос-Анджелесе. У Мэгги имелись Chrysler Imperial, кулёк с деньгами, полученными по соглашению о разводе, и жажда приключений. Так что мы погрузились в машину и поехали без остановок в каньон Топанга», — рассказывал Макклинтон.
В то время данный регион, с его дешёвой арендой недвижимости, важной культурной ролью наркотиков и самобытной преступностью притягивал свободных духом, контркультурных и других неординарных личностей: там обитали, например, Нил Янг, отец ассембляжа Уоллес Берман, а недалеко от каньона, на ранчо Spahn Movie, создавал секту «Семья» Чарльз Мэнсон, мимоходом водя дружбу с тем же Янгом и Деннисом Уиллсоном из группы The Beach Boys. Первое время Макклинтон и Мэгги жили у друзей — в грязной хижине на склоне горы; спали на полу на матрасах, а затем поселились в съёмной квартире, целиком выкрашенной в чёрный цвет. Параллельно музыкант с приятелями работал на складе ветеринарных медикаментов: «Многие дни я подметал свой угол склада, задаваясь вопросом, что я вообще тут забыл. Мы были голодные, но мы жили ради мечты и вкалывали, чтобы её воплотить», — вспоминал он. Однако Мэгги Калифорния оказалась не по душе: в итоге она порвала с Макклинтоном и вернулась домой. Под впечатлением от её отъезда артист в тот же день написал «Two More Bottles of Wine». На сочинение композиции, по его словам, ушло порядка часа. Получившийся таким образом номер строился вокруг классической кантри-темы употребления алкоголя как средства от душевной боли. При этом в тексте произведения автор упомянул и Мэгги. «Мы по-прежнему друзья. Я не видел её около восьми лет. Она всегда гордилась тем, что фигурирует в песне», — говорил он в 2018 году. Впервые «Two More Bottles of Wine» выпустил сам Макклинтон, в своём альбоме Victim of Life’s Circumstances (1975), но широкую известность композиция обрела три года спустя в прочтении Эммилу Харрис.

## Запись и релиз
На момент записи своей интерпретации «Two More Bottles of Wine» Харрис уже являлась большой поклонницей Макклинтона и конкретно его лонгплея 1975 года: «Я заинтересовалась Делбертом начиная с альбома, который он назвал Victim of Life’s Circumstances. Помню, как включив пластинку, я была в некотором роде потрясена. Его тексты, пение, игра на инструментах — всё на диске несло столько энергии. Это было нечто такое, чего не делал больше никто, и я просто не могла поверить, что его [Макклинтона] ещё не настиг грандиозный успех», — объясняла солистка. Задавшись в результате целью подыскать для своего репертуара песню данного автора, пригодную для исполнения с позиции женщины, Харрис остановилась на «Two More Bottles of Wine», кардинально переработав номер, но сохранив общий оптимистичный посыл произведения из разряда «всем бедам назло». В итоге композиция теперь пелась от имени девушки, переехавшей с парнем на Западное побережье. Два месяца спустя тот её бросил и, оказавшись одна в дали от родных и знакомых, рассказчица кое-как пытается сводить концы с концами, подметая склад в Лос-Анджелесе. Тем не менее она не отчаивается: на дворе уже полночь и после тяжёлого дня у героини просто нет сил переживать, а кроме того — у неё осталась ещё пара бутылок вина.
Хотя песня повествовала о трудной жизненной ситуации, в прочтении Харрис она имела плотный ритм и бодрый темп. Вдобавок трек демонстрировал грубоватый вокал, на который солистку подвиг её продюсер Брайан Ахерн, вдохновившись в свою очередь «сердитыми» строками о подметании склада. Сама артистка объясняла, что более жёсткий стиль пения, в том числе характе́рную хриплую подачу, применявшуюся ей в «Two More Bottles of Wine» на концертах в 1980-е годы, она использует лишь эпизодически — как альтернативу не органичному для её голоса рок-вокалу, и только если этого действительно требует конкретный номер. «Я не рок-н-ролльная певица», — подчёркивала Харрис. Оформившись таким образом в напористый хонки-тонк, произведение также отличалось партией фортепиано, исполненной на манер буги-вуги. Последнюю в удобной для него тональности ре мажор сыграл участник харрисовской аккомпанирующей группы The Hot Band Альберт Ли, обычно выполнявший функции гитариста, а следом полученную дорожку путём ускорения транспонировали в нужную для песни ми-бемоль. Как и прочие работы Харрис того периода, «Two More Bottles of Wine» записывалась в арендованном доме певицы близ Беверли-Хиллз, сопряжённом по кабелю с мобильной студией Ахерна Enactron Truck.
Изначально трек предназначался для альбома Luxury Liner (1976), но в него так и не вошёл, оставшись про запас. На ранних лонгплеях Харрис было свойственно сочетать целомудренные кантри-песни, вроде блюграсс-произведений The Louvin Brothers, с рок-н-ролльным материалом про пьянки-гулянки, и в итоге работа Макклинтона, на правах очередной легкомысленной композиции попала на следующий диск солистки — Quarter Moon in a Ten Cent Town (1978). В том же году номер вышел в качестве второго сингла с этой пластинки, резко контрастируя с предшественником — спродюсированной по нэшвиллским канонами балладой «To Daddy» авторства Долли Партон — своим техасским кантри-блюзовым происхождением и декадентским хонки-тонк-саундом. В конечном счёте «Two More Bottles of Wine» возглавила американский чарт Hot Country Songs, сместив с вершины дорожку Вилли Нельсона «Georgia on My Mind» и став для артистки уже третьим по счёту кантри-хитом № 1 (предыдущие два — «Together Again» и «Sweet Dreams», оба из альбома Elite Hotel). Вместе с тем Макклинтон, как автор одной из самых ротируемых кантри-песен года, получил награду BMI Counry Awards. Вскоре он также перезаписал произведение с новой аранжировкой в своём альбоме Keeper of the Flame (1979).
Популярный сингл певицы в результате стал крупным достижением в сочинительской карьере Макклинтона и обеспечил музыканту известность среди широкой кантри-аудитории. Для Харрис же номер с тех пор являлся одним из самых знаменитых в репертуаре. В 1990 году солистка и её блюграсс-команда The Nash Ramblers записали также концертный акустический вариант песни (трек однако вышел лишь в 2021-м, на их диске Ramble in Music City: The Lost Concert). Через пять лет собственное, более ро́ковое, чем хит 1978 года, прочтение выпустила Мартина Макбрайд, называвшая Харрис одним из объектов своего восхищения и отмечавшая, что росла в Канзасе регулярно слушая данную композицию. «На каждом конкурсе талантов, проходившем в нашем городе, кто-то обязательно пел эту песню», — объясняла певица. В 2015 году, отдавая дань уважения Харрис, номер для проекта The Life & Songs of Emmylou Harris сыграли Шерил Кроу и Винс Гилл. На следующий год сама артистка, к тому моменту исполнявшая «Two More Bottles of Wine» на сцене почти 40 лет, спела произведение дуэтом с Марго Прайс в шоу Skyville Live.

## Оценки и трактовки
Редакторы журнала Billboard выделил динамичное фортепиано, которое задаёт бодрый тон песне уже во вступлении и поддерживает его до самого конца; узнаваемый вокал Харрис под стать энергетике текста, а также электрогитары, добавляющие запоминающимся строчкам припева панча. По словам их коллеги из еженедельника Cash Box, в этом треке из альбома Quarter Moon in a Ten Cent Town Харрис весело проводит время: аранжировка сочетает кантри- и поп-лики, тогда как фортепиано в стиле буги-вуги и ворчливая гитара добавляют композиции остроты (песня, однако, понравится не только любителям выпить). Помимо этого, журналисты констатировали, что хотя Харрис предстаёт в «Two More Bottles of Wine» в качестве кантри-версии Дженис Джоплин, лояльные певице программеры кантри-радиостанций склонны закрывать на это глаза и проверять своего слушателя на прочность. В свою очередь обозреватели издания Record World выделили энергичную и качественную аранжировку композиции, которая при этом сохранил большую часть отчаяния, свойственного оригиналу Макклинтона. Поместив релиз в рубрику «Выбор недели», редакторы назвали выпуск композиции в качестве сингла логичным — её потенциала, по их мнению, с избытком хватит для достижения успеха как среди кантри-, так и поп-аудитории.
Обозреватель газеты Johnson City Press Элизабет Мориарти охарактеризовала трек как одну из тех быстрых, весёлых песен о выпивке, к которым питает слабость Харрис, и сравнила его по духу с другим произведением из репертуара певицы — «Feeling Single, Seeing Double». В свою очередь журналист газеты The Daily News Journal Дэвид Браун, критикуя пластинку Quarter Moon in a Ten Cent Town за в целом слабый (на фоне прошлых альбомов) быстрый материал, перечислил «Two More Bottles of Wine» среди двух исключений из данного утверждения (наряду с дорожкой «Leaving Louisiana In the Broad Daylight»), заключив, что в этом номере авторства Макклинтона Харрис и The Hot Band с вокальной поддержкой Дайанн Брукс действительно пребывали в ударе.
Авторы книги The Billboard Illustrated Encyclopedia of Country Music (2007), обозревая творчество Харрис, включили «Two More Bottles of Wine» в подборку классических записей артистки. Десять лет спустя Billboard в лице музыкального критика Чака Дофена поместил композицию на строчку № 3 в собственном списке лучших песен исполнительницы — как часть оставленного певицей «одного из богатейших наследий в истории музыки». В аналогичные перечни номер внесли также кантри-порталы The Boot, Wide Open Country и Holler. Последний в этом контексте привёл запись, сделанную в 1982 году в ходе телешоу Austin City Limits, отметив, что в концертном варианте Харрис превратила данный хит № 1 в хриплый, барный стомповый номер. Между тем музыкальный журналист Боб Миллард в написанной им книге Country Music: 70 Years of America’s Favorite Music (1993) включил композицию в список самых значимых кантри-песен 1978 года.
Журналистка Марта Хьюм в своём путеводителе по кантри You’re So Cold I’m Turnin' Blue (1982) поместила «Two More Bottles of Wine» в подборку лучших песен о выпивке, попутно выделив отличия работы Макклинтона от типичных номеров подобного рода. В частности, вместо виски или пива в этом произведении фигурирует вино, которое, согласно журналистке, до недавнего времени героями кантри-сюжетов не употреблялось. Кроме того, большинство аналогичных композиций (особенно из репертуара Джорджа Джонса) представляют алкоголь почти суицидальным средством, создавая впечатление словно герой стремится избавиться от проблем навсегда. Однако «Two More Bottles of Wine» как минимум оставляет надежду, что персонаж доживёт до завтрашнего похмелья. Как отметила в собственной книге Songs of Life: The Meaning of Country Music (1996) журналистка Дженнифер Лоулер, несмотря на отсылку к популярной кантри-теме облегчения душевной боли выпивкой, на самом деле данный номер повествует о трезвом и реальном взгляде на трудности и чествует умение их преодолевать: героиня произведения оптимистична, не унывает, и намерена выйти из ситуации благодаря упорному труду и целеустремлённости. Наряду с этим, песня, по мнению Лоулер, отражает переменчивую природу любви и романтических отношений, рассказывая как изначально счастливое и воодушевляющее путешествие обернулось неприятностями и привело к совершенно неожиданному повороту судьбы.
Наконец сама Харрис описывала «Two More Bottles of Wine» как прекрасный, весёлый рок-номер, попутно напоминая, что в её репертуаре в принципе не так много быстрых песен. «А эта была хитом № 1, так что является значимой частью моей истории», — говорила певица. Вместе с тем, по словам артистки, с возрастом она утратила интерес к исполнению данной композиции, как впрочем и других вещей на тему вечеринок из своих ранних сет-листов, например, «(You Never Can Tell) C’est La Vie». Так, в 2013 году 65-летняя солистка объяснила, что текст макклинтоновского произведения больше никак не перекликается с её собственной жизнью, и поэтому теперь она поёт этот номер лишь изредка — и постольку, поскольку его до сих пор любит публика.

## Позиции в чартах
Еженедельные чарты
| Чарт (1978)                            | Высшая позиция | Прим.  |
| -------------------------------------- | -------------- | ------ |
| США, Billboard, Hot Country Songs      | 1              | [ 42 ] |
| США, Cash Box, Top 100 Country         | 3              | [ 43 ] |
| США, Record World, Top Country Singles | 1              | [ 44 ] |
| США, Radio & Records, Country Airplay  | 1              | [ 45 ] |
| Канада, RPM Country Playlist           | 1              | [ 46 ] |

Ежегодные чарты
| Чарт (1978)                                    | Позиция | Прим.  |
| ---------------------------------------------- | ------- | ------ |
| США, Billboard, Hot Country Songs              | 22      | [ 47 ] |
| США, Cash Box, Top 50 Country                  | 41      | [ 48 ] |
| США, Record World, Top Country Singles of 1978 | 30      | [ 49 ] |
| США, Radio & Records, The Country «78» of 1978 | 25      | [ 50 ] |
| Канада, RPM Top 50 Country Singles of '78      | 33      | [ 51 ] |

## Награды
BMI Country Awards
Награда компании BMI авторам наиболее ротируемым кантри-песен года (с 1 апреля 1978-го по 31 марта 1979-го).
| Год  | Категория               | Номинант           | Итог   | Прим.  |
| ---- | ----------------------- | ------------------ | ------ | ------ |
| 1979 | Citation of Achievement | Делберт Макклинтон | Победа | [ 20 ] |

## Музыканты на записи
- Альберт Ли — электрогитара, фортепиано
- Хэнк Девито — педал-стил
- Глен Хардин — фортепиано
- Джон Уэйр — ударные
- Эмори Горди — бас-гитара
- Брайан Ахерн — акустическая гитара
- Эммилу Харрис — акустическая гитара
- Микки Рафаэль — губная гармоника
- Дайанн Брукс — бэк-вокал

## Прочие версии
Помимо оригинала Макклинтона 1975 года и чарттоппера Харрис 1978-го, существуют и другие прочтения «Two More Bottles of Wine», которые записывали:
- Делберт Макклинтон — в альбоме Keeper of the Flame (1979)
- Дейв Келли — в альбоме Feels Right (1981)
- Мартина Макбрайд — в альбоме Wild Angels (1995)
- Джейми Гарнер — в альбоме Nashville Star: The Finalists (2003)
- Альберт Ли — в альбоме Heartbreak Hill (2003)
- Терри Кларк — в альбоме Classic (2012)
- Jackson Taylor & The Sinners — в альбоме Which Way Is Up (2016)
- Шерил Кроу и Винс Гилл — в альбоме The Life & Songs of Emmylou Harris (2016)
- The Hit Crew — в альбоме Drew’s Famous Instrumental Country Collection, Vol. 57 (2018)
- Крис Крёзе и Блейк Шелтон — в альбоме The Voice: The Season 15 Collection (2018)
- Харрис и The Nash Ramblers — в альбоме Ramble in Music City: The Lost Concert (2021)

## Полезные ссылки
- Версия песни в исполнении Харрис и The Nash Ramblers (аудио) на YouTube
- Оригинальная запись Делберта Макклинтона (аудио) на YouTube
- Версия песни в исполнении Шерил Кроу и Винса Гилла (аудио) на YouTube
- Версия песни в исполнении Мартины Макбрайд (видео) на YouTube